# Funzione lipschitziana

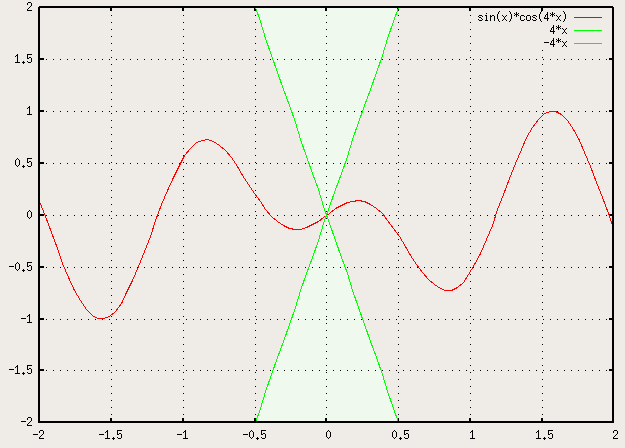
Interpretazione grafica della Condizione di Lipschitz: la funzione f=sin(x)cos(4x) è lipschitziana con K=4. Ciò significa che se scegliamo un qualunque punto del grafico della funzione e tracciamo le rette di coefficienti angolari 4 e -4 passanti per questo punto, come in figura (dove il punto scelto è l'origine), il grafico sarà sempre confinato nella regione rosa.

In analisi matematica, una funzione lipschitziana è una funzione di variabile reale che ha una crescita limitata, nel senso che il rapporto tra variazione di ordinata e variazione di ascissa non può mai superare un valore fissato, detto costante di Lipschitz. È una condizione più forte della continuità, e prende il suo nome da quello del matematico tedesco Rudolf Lipschitz.
La lipschitzianità gioca un ruolo chiave nell'unicità di soluzioni nei problemi di Cauchy relativi ad equazioni differenziali ordinarie. Si tratta, infatti, di una condizione centrale nel teorema di Picard-Lindelöf, che garantisce l'esistenza e l'unicità della soluzione per una certa condizione iniziale. Un tipo speciale di continuità di Lipschitz, detta contrazione, viene utilizzata nel teorema delle contrazioni (un teorema di punto fisso).
Si verifica la seguente catena di inclusioni per funzioni definite su un sottoinsieme compatto della retta reale: differenziabilità con continuità ⊆ continuità di Lipschitz ⊆ {\displaystyle \alpha }-Hölderianità ⊆ continuità uniforme ⊆ continuità; con {\displaystyle 0<\alpha \leq 1.}
Si ha inoltre: continuità di Lipschitz ⊆ continuità assoluta ⊆ variazione limitata ⊆ differenziabilità quasi ovunque
Il concetto può essere introdotto in generale in spazi metrici. Una sua generalizzazione è data dal concetto di funzione hölderiana.

## La condizione di Lipschitz

### Spazi normati
Una funzione {\displaystyle \mathbf {f} \colon \Omega \subseteq \mathbb {R} ^{n}\rightarrow \mathbb {R} ^{m}} si dice lipschitziana su {\displaystyle \Omega } se esiste una costante {\displaystyle K\geq 0} tale che:
{\displaystyle {\frac {\left\|\mathbf {f} (\mathbf {x} )-\mathbf {f} (\mathbf {y} )\right\|}{\left\|\mathbf {x} -\mathbf {y} \right\|}}\leq K,\quad \forall \mathbf {x} ,\mathbf {y} \in \Omega ,\mathbf {x} \neq \mathbf {y} .}
La più piccola costante {\displaystyle K\geq 0} che soddisfa tale disuguaglianza è detta costante di Lipschitz.

### Spazi metrici
Dati due spazi metrici {\displaystyle (X_{1},d_{1})} e {\displaystyle (X_{2},d_{2})}. Una funzione {\displaystyle f\colon X_{1}\to X_{2}} soddisfa la condizione di Lipschitz se esiste una costante {\displaystyle K>0} tale che, per ogni scelta di due punti {\displaystyle x,y} in {\displaystyle X_{1}} si abbia:
{\displaystyle d_{2}(f(x),f(y))\leq Kd_{1}(x,y).}

## Proprietà
- Una funzione derivabile {\displaystyle f\colon I\subset \mathbb {R} \to \mathbb {R} } è lipschitziana se e solo se la sua derivata prima è limitata. In questo caso, la costante di Lipschitz è {\displaystyle K=\sup |f'(x)|}.
- Se una funzione {\displaystyle f\colon U\subset \mathbb {R} ^{n}\to \mathbb {R} ^{m}} è lipschitziana e differenziabile, allora esiste una costante {\displaystyle K} tale per cui la jacobiana soddisfi: {\displaystyle \|J_{f}(x)\|\leq K,\quad \forall x\in U}.
- Il rapporto incrementale di una funzione lipschitziana è limitato.
- In generale, se una funzione è lipschitziana allora è anche continua, ma non è detto che sia derivabile; tuttavia, le funzioni {\displaystyle f\colon I\subset \mathbb {R} \to \mathbb {R} } lipschitziane sono assolutamente continue e in quanto tali derivabili quasi-ovunque nell'intervallo di definizione per il Teorema fondamentale del calcolo integrale.
- Se vale la condizione più forte: esiste una costante {\displaystyle K\geq 1} tale che

{\displaystyle {\frac {1}{K}}\|x_{1}-x_{2}\|\leq \|f(x_{1})-f(x_{2})\|\leq K\|x_{1}-x_{2}\|,}
allora la funzione si dice bilipschitziana. Una funzione bilipschitziana è un omeomorfismo sull'immagine e quindi in particolare iniettiva.
- La lipschitzianità ha un'importanza immediata nell'ambito delle equazioni differenziali ordinarie, perché rientra nelle ipotesi del teorema di esistenza e unicità per un problema di Cauchy.
- Una funzione lipschitziana è uniformemente continua (il che a sua volta implica {\displaystyle f} continua). Queste due implicazioni si visualizzano meglio confrontando le seguenti definizioni dei tre tipi di continuità:
  - Continuità semplice: {\displaystyle \forall x\forall \varepsilon \ \exists \delta \ :\left|f\left(x\right)-f\left(x+\delta \ \right)\right|<\varepsilon \ }.
  - Continuità uniforme: {\displaystyle \forall \varepsilon \ \exists \delta \ :\forall x\left|f\left(x\right)-f\left(x+\delta \ \right)\right|<\varepsilon \ }.
  - Continuità secondo Lipschitz: {\displaystyle \exists K:\forall x\forall \varepsilon \ \left|f\left(x\right)-f\left(x+{\frac {\varepsilon \ }{K}}\right)\right|<\varepsilon \ }.